# Jean Frédéric Baer
Pour les articles homonymes, voir Baer.
Jean Frédéric Baer (ou Jean Frédéric I Baer ou Johann Friedrich Baer), né le 6 mars 1721 à Strasbourg et mort le 23 mai 1795 dans la même ville, est un orfèvre actif à Strasbourg au XVIIIe siècle. Même si le corpus des œuvres conservées est assez maigre, leur qualité permet aux spécialistes d'« affirmer qu'il s'agit à n'en pas douter de l'un des meilleurs orfèvres de son temps ».

## Biographie

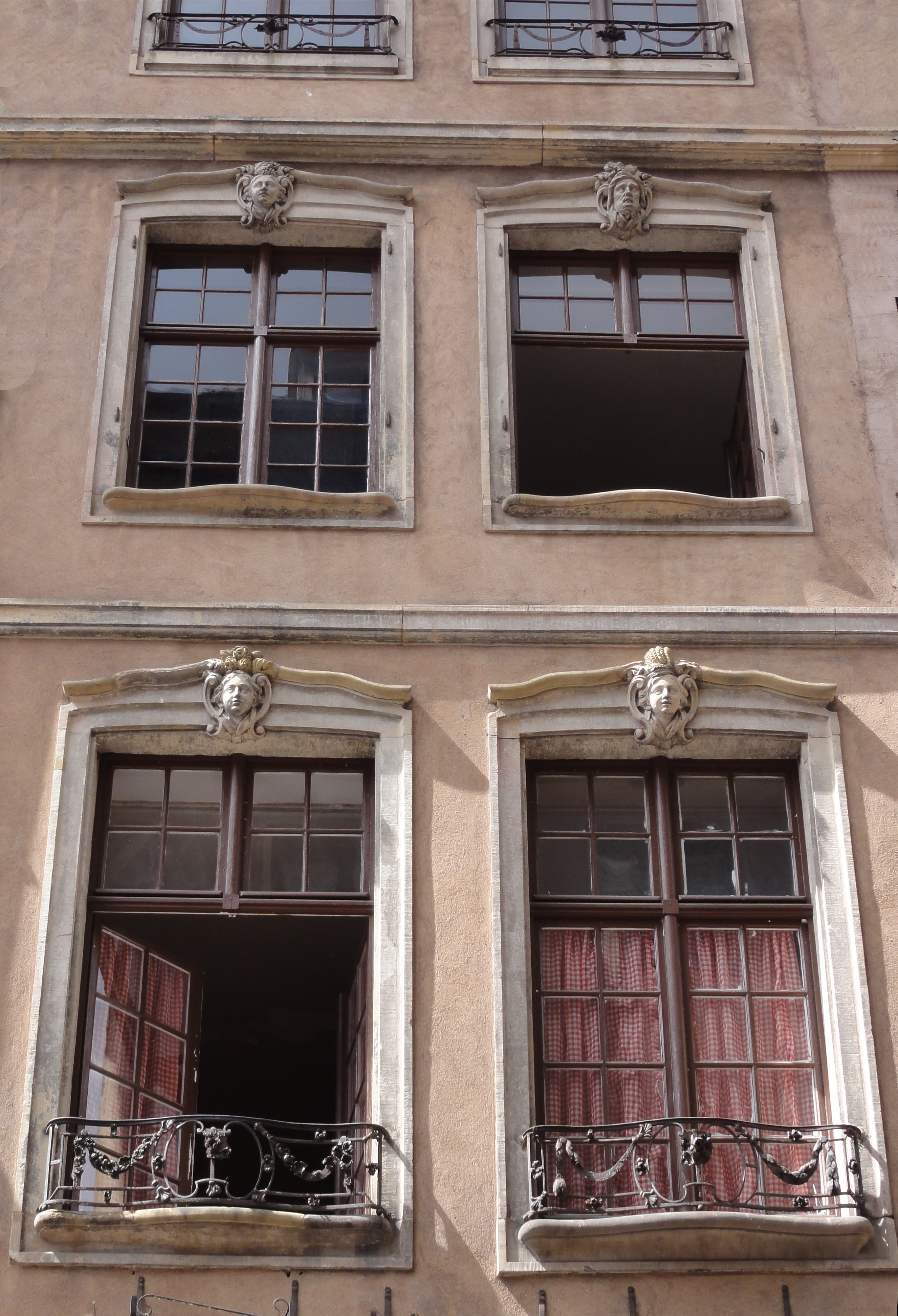
Maison au 7, rue des Hallebardes (MH), reconstruite pour la mère de J. F. Baer. après son veuvage

Né le 6 mars 1721 à Strasbourg, il est le fils de Jean Daniel I Baer (1690-1763), orfèvre, et de Marguerite Barbe Stroehlin, fille d'un autre orfèvre, Jean-Pierre Stroehlin. Son frère aîné de quelques mois, Jean Daniel II (1721-1778), devient également orfèvre. Comme lui, il se forme dans l'atelier de leur père (1734-1738), mais à l'issue de son compagnonnage, il part d'abord à Londres chez un banquier, car, selon Nagler, ses parents le destinaient au négoce. Cependant il en revient bientôt pour se consacrer aux arts.
En 1746, il présente son chef-d’œuvre, jugé « excellent » par les trois contrôleurs. Il est reçu maître, puis maître de la corporation en 1770 et contrôleur juré de 1773 à 1774.
En 1765 il épouse Charlotte Louise Wagner à la Robertsau. Le couple a quatre fils dont l'un, Jean Frédéric II, devient orfèvre à son tour.
Malade en 1773, il fait venir un notaire pour lui dicter ses dernières volontés, prévoyant notamment que sa pièce de maîtrise devra être léguée à l’université de Strasbourg en hommage perpétuel à Jean-Daniel Schoepflin. Rétabli, il fait annuler toutes ces dispositions en 1780. Lorsqu'il meurt le 23 mai 1795 à Strasbourg, l'inventaire de ses biens témoigne de sa grande aisance.

## Œuvre
En 1835, l'historien de l'art allemand Georg Kaspar Nagler se contente de mentionner un gobelet en argent décoré de scènes historiques très remarquées, appartenant à un grand collectionneur de Mayence, Jean-Baptiste Bollermann (1776–1852).
Nagler salue également l'ingéniosité de l'artiste, qui le pousse s'intéresser aux outils des ateliers d'orfèvrerie. Sa succession révèle qu'il possédait notamment un laminoir pour l'argent, une filière (ou banc à étirer), un tour et ses accessoires, ainsi qu'une machine à guillocher (Guillochirmaschine), dont il serait l'inventeur.
Lors de l'exposition à la galerie de Jacques Kugel à Paris en octobre 1964, deux de ses œuvres, alors en collection privée, y sont présentées : un couteau à dessert en vermeil et un étui à cacheter en or de trois couleurs.

### Le chef-d'œuvre de 1746
Cependant c'est en 2003 que Baer accède véritablement à une large notoriété, avec l'acquisition par le Minneapolis Institute of Art, d'une part de son portrait, attribué à Jean-Daniel Heimlich, et surtout de son chef-d'œuvre de maîtrise de 1746, une coupe d'une grande virtuosité que l'on aperçoit sur le tableau.
Comme en témoignent les actes notariés, il conserve cette pièce jusqu'à sa mort. Celle-ci reste dans une collection familiale pendant au moins 168 ans, après son acquisition par le collectionneur de Mayence, Jean-Baptiste Bollermann, dans des circonstances qui demeurent inconnues.
Le 11 juin 2003, la coupe est vendue au musée de Minneapolis, à Londres chez Christie's, pour un montant de 451 200 €, après une mise à prix de 100 000 £, soit 141 000 €. Le chercheur Emmanuel Fritsch, qui a joué un rôle de premier plan dans l'identification et la documentation de l'objet, préalables à la transaction, en propose une description détaillée.
D'autres pièces apparaissent quelquefois lors de ventes aux enchères prestigieuses, telle une écuelle aux armes des Gourgue de Vayres et des Lamoignon de 1766, en provenance de la galerie Kugel, vendue par Sotheby's en 2022.

### Archives
- Archives municipales de Strasbourg : XI 103; XI 104; XI 112; 4 R 108
- Archives départementales du Bas-Rhin :  6 E 41, 742; 7 E 41, 895 ; 7 E 57, 4, 5